# Хален
Хален (на нидерландски: Halen) е град в Североизточна Белгия, окръг Хаселт на провинция Лимбург. Намира се на 14 km западно от град Хаселт. Населението му е около 8620 души (2006).